# Gerrit Pietersz Sweelink
Gerrit Pietersz Sweelink (Amsterdam, 1566 – prima del 1616) è stato un pittore fiammingo.

## Biografia

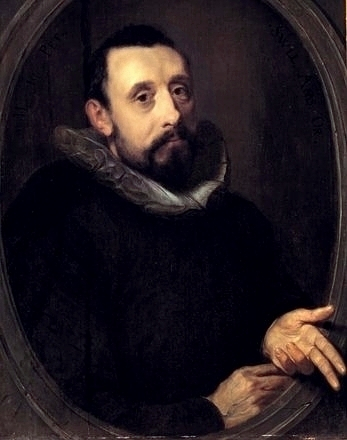
Ritratto del fratello Jan Pietersz Sweelinck

Fratello del celebre organista Jan Pieterszoon Sweelinck, fece il suo apprendistato nella bottega del pittore sul vetro Jacob Unartz ad Amsterdam, poi verso il 1588-1591 frequentò ad Haarlem la bottega di Cornelis Cornelisz, la cui lezione è evidente nei suoi disegni.
La sua prima opera datata è il Diluvio del 1592. Si trattenne probabilmente qualche anno ad Amsterdam prima di recarsi ad Anversa nel 1594 e di soggiornare diversi anni a Roma per poi stabilirsi definitivamente ad Amsterdam verso il 1600-1601. E in questo ultimo periodo Swellinck dipinse il trittico della Adorazione dei pastori della famiglia Den Otter, datato 1601 ed ora ad Amsterdam al Museo storico, un'opera monumentale che non manca di notazioni realistiche, all'interno di un caldo cromatismo e di un contrastato luminismo che richiama vagamente il Bassano, mentre i ritratti dei donatori sui laterali vanno riferiti alla tradizione settentrionale di Adrien Thomas Key e Frans Floris.